# Горње Врбно
Горње Врбно је насељено мјесто у граду Требиње, Република Српска, БиХ. Према попису становништва из 1991. у насељу је живјело 27 становника.

## Историја
Храм посвећен св. Василију Острошком посвећен је у октобру 1937.

## Становништво
| Националност       | 1991. | 1981. | 1971. | 1961. |
| Срби               | 27    | 44    |       |       |
| Југословени        |       | 4     |       |       |
| остали и непознато |       |       |       |       |
| Укупно             | 27    | 48    | '     | '     |

| Демографија | Демографија | Демографија |
| Година      | Становника  | Становника  |
| ----------- | ----------- | ----------- |
| 1981.       | 48          |             |
| 1991.       | 27          |             |